# 基馬克汗國
基馬克汗國，又称基马克-钦察邦联，是钦察人与基馬克人在额尔齐斯河中游的汗國，大概存在于743年—1050年，後來由库曼—钦察邦联继承。
10世紀起就有部分哈薩克族部落在額爾齊斯河流域及其以西的欽察草原建立了基馬克汗國，據《世界境域志》說，基馬克汗國的轄境「其東西住著黠戛斯族，南面為額爾齊斯河及也的里河，西為欽察人的一些地方和北方無人地區的某些地方，基馬克國的北部位於那人類不能生活的地方。」這裡的也的里河不能看作是伏爾加河，恐記載有誤，應該是錫爾河為宜，因當時基馬克人的勢力已到達錫爾河。《世界境域志》中也指出「在他們同烏古斯人和平相處的時期，他們就在冬天到烏古斯人那裡去。」那時古斯人就在錫爾河、阿姆河的中下游地區，基馬克的南面應說成是額爾齊斯河、錫爾河為宜。
據中世紀阿拉伯文、波斯文的的記載，基馬克人從事游牧業，他們放牧的牲畜有羊、山羊、馬、牛和駱駝，此外還從事狩獵業和漁業，盛產羊和貂皮。《世界境域志》指出：「其人民住在氈房中，無論冬夏皆沿著牧場、河流與草場轉移遷徙。他們的產品是貂皮與綿羊。他們的食物，夏天是奶，冬天是乾儲的肉。」基馬克汗國於11世紀滅亡後併入欽察汗國。

## 歷史

### 早期
基馬克人早期生活在塔尔巴哈台，与悦般有关。他们在西突厥瓦解后在額尔齐斯河自别一部，后来在哈薩克北部建国。他们汗国控制了草原絲路把貂皮賣给河中商人，十分繁荣。

### 衰落
11世纪汗國各部与钦察人分裂独立，汗國瓦解。

## 内政
基馬克人首领称设都督后来称汗，手下十一位长由王子世袭，有宮廷總管一人。

## 經濟
汗国经济以畜牧为主也有农业与商业。